# Wielka gra
Wielka gra – polski teleturniej produkowany przez Telewizję Polską od 25 listopada 1962 do 2 września 2006, emitowany na antenie TVP1, następnie TVP2. Prowadzący zmieniali się kilkakrotnie w historii programu, ostatnią z nich była Stanisława Ryster. Charakteryzował się tym, że sprawdzał wiedzę specjalistyczną z danej dziedziny, z której gracz musiał się przygotować. Był to pierwszy teleturniej w Polsce na zagranicznej licencji.

## Historia
Został wprowadzony 25 listopada 1962 do jedynego wówczas programu TVP z inicjatywy Ryszarda Serafinowicza i przez niego prowadzony do 1969 z Joanną Rostocką jako asystentką. Program był początkowo nadawany w programie I, od 15 października 1978 w programie II.
Pierwsza wersja teleturnieju była opracowana na licencji amerykańskiego teleturnieju The $64,000 Question i jego włoskiego odpowiednika Lascia o raddoppia, format był obecny także w Wielkiej Brytanii, Szwecji, Meksyku i Australii. Scenografia pierwszej wersji była autorstwa inż. arch. Jana Laubego, kierownictwo artystyczne sprawował Ryszard Lindenbergh, realizatorem telewizyjnym był Stanisław Taczanowski, szefami produkcji Ludwik Niemira i Barbara Walusiak. Pytania trudniejsze pisali eksperci-naukowcy, prostsze – członkowie zespołu redakcyjnego, zwłaszcza Juliusz Owidzki, który nadawał im ostateczny kształt.
Od 1969, po emigracji Ryszarda Serafinowicza do Kanady, prowadzenie przejęła Joanna Rostocka, zdjęta z anteny przez Macieja Szczepańskiego. Kolejni prowadzący to Janusz Budzyński i Stanisława Ryster (od 1975 do końca trwania teleturnieju). W połowie lat 70. zmieniono całkowicie konstrukcję scenariusza według pomysłu Wojciecha Pijanowskiego, wtedy właśnie program stał się dwutygodnikiem.
Uczestnicy byli często zawodowcami, którzy potrafili opanować dowolną dziedzinę i wygrywali wielokrotnie. Wielką Grę 18-krotnie wygrywał Jan Wolniakowski głównie z tematów pochodzących z literatury światowej. Innym znanym, 15-krotnym zwycięzcą, jest Marek Krukowski – zwyciężał z tematów muzycznych.
„Wielka gra” przez 23 lata była nadawana w niedzielę co miesiąc, we wrześniu 1985 emisja została zmieniona na co dwa tygodnie i przeniesiona na piątki, od listopada 1985 na czwartki, a od lutego 1986 na soboty do końca nadawania teleturnieju. Podczas emisji często była zmieniana godzina nadawania, najbardziej typowymi godzinami były  17.30, 17.00, 16.00, 15.30, 15.00, a pod koniec nadawania od września 2005 o 10.30. Zdarzały się nawet przypadki, że dwa kolejne odcinki były emitowane co tydzień, a nawet czasami co 3 lub 4 tygodnie.
Motywem muzycznym teleturnieju był utwór „Madam Cohen” w wykonaniu zespołu Dick Hunter With the Four Rhythm skomponowany przez Toma Crandella (właśc. Albert J. Kunzelmann) oraz Jacka Bove’a (właśc. Johann von Valter), wydany na płycie Instrumental Pops No. 5 przez wytwórnię Apollo Sound w 1969; pod koniec lat 80. był przez krótki czas wykonywany na żywo przez orkiestrę w studiu.
Jubileuszowe, 500. wydanie Wielkiej Gry nagrano w dniu 07.05.1996 roku, a emisja tego odcinka miała miejsce 25.05.1996 roku. W związku z tym na początku programu ówczesny dyrektor stacji TVP 2 – Maciej Domański, złożył życzenia m.in. prowadzącej teleturniej – Stanisławie Ryster.
W lipcu 2006 z powodu zbyt niskiej oglądalności zapadła decyzja o zdjęciu programu z anteny. TVP nie uzgodniło tej decyzji z twórcami, wobec czego skutkowało ono odwołaniem emisji dwóch wyprodukowanych odcinków, produkcji kolejnych odcinków i zaplanowanych na jesień eliminacji. Krytyce podawano argument dotyczący oglądalności, uzasadniając faktem, że jedną z funkcji TVP jest jej misja edukacyjna. 30 osób, laureatów „Wielkiej Gry”, podpisało list protestacyjny autorstwa Eurydyki Graus, wielokrotnej uczestniczki programu, do posła PiS Pawła Kowala, szefa komisji kultury i środków przekazu. Ostatecznie jednak dwa ostatnie wyprodukowane przed powyższą decyzją odcinki zostały wyemitowane w dniach 26 sierpnia 2006 i 2 września 2006.
Od stycznia do czerwca 2010 w TVP Polonia były emitowane w ramach cyklu „Wielka Gra na bis” archiwalne wydania teleturnieju wraz z krótką audycją przybliżającą kulisy programu prowadzoną przez Stanisławę Ryster. Od 2012 archiwalne odcinki Wielkiej Gry emituje TVP Historia.
W 2016 kierownictwo TVP2 planowało przywrócić teleturniej na antenę w zmienionym formacie i pod zmienionym tytułem Większa Gra, który miał być emitowany od wiosny 2017, ostatecznie z planów zrezygnowano.

## Zasady gry

### 1962–1975
Gracz był umieszczany w specjalnym pokoju izolacji (z mikrofonem), gdzie odpowiadał na pytania (kolejno: 6500 złotych, 12 800 zł i 25 000 zł). Aby zdobyć główną nagrodę, trzeba było odpowiedzieć na 3 pytania z 1 z 2 zestawów pytań w ciągu 2,5 minuty. W razie poprawnej odpowiedzi na pytanie za główną nagrodę lub rezygnację z gry przed pytaniem prezes wręczał graczowi książeczkę oszczędnościową PKO z wartością zdobytej nagrody. 

### 1975–2006
Gra składała się z 4 etapów. Od 2 etapu nagrodą była stawka pieniężna, podwajająca się wraz z każdym etapem. W przypadku złej odpowiedzi na pytanie traciło się wszystkie pieniądze, można jednak było w każdym momencie zrezygnować i zachować wcześniej wygraną kwotę. W przypadku zakończenia czasu antenowego gra była przerywana i kontynuowana w następnym odcinku.
Aby wystąpić w teleturnieju, należało przejść przez eliminacje, które odbywały się kilka razy w roku i w trakcie których można było wybrać jedną z proponowanych kategorii. Polegały one na wypełnieniu pisemnego testu złożonego z kilkudziesięciu pytań. Do głównej gry kwalifikowało się dwóch najlepszych uczestników, kolejni na liście uczestnicy byli zapraszani do gry w przypadku pojawienia się danej kategorii w następnym odcinku z jej udziałem.
I etap – Pojedynek – brało w nim udział dwóch graczy, którzy odpowiadali na te same 20 pytań prowadzącej. Żeby nie słyszeli nawzajem swoich odpowiedzi, odpowiadali w słuchawkach, przez które podczas odpowiedzi przeciwnika była nadawana głośna muzyka, najczęściej była nią muzyka z czołówki teleturnieju. Pojedynek kończył się, gdy jeden z graczy nie odpowiedział na dwa pytania, co skutkowało jego eliminacją. Jeśli żaden z zawodników nie popełnił dwóch błędów, w innym terminie rozgrywany był drugi, natomiast remis w drugim pojedynku oznaczał prawo obu zawodników do dalszej gry. Czas odpowiedzi na pytanie wynosił 20 sekund. W przypadku jeśli gracze popełnili 2 błędy jednocześnie, to grało się do jednego błędu przewagi inaczej był remis (w drodze wyjątku).
II etap – Egzamin/Pytania Ekspertów  – Gracz, który wygrał pojedynek odpowiadał na pytania zadawane przez trzech ekspertów znajdujących się w studiu. Każdy ekspert zadawał po 3 pytania, więc łącznie pytań było 9. Można było popełnić maksymalnie 2 błędy. Czas odpowiedzi na pytanie wynosił 30 sekund.
III etap – Gracz wybierał jeden z dwóch zestawów znajdujących się na kole. Jeden zestaw zawierał dwa pytania. Czas odpowiedzi na pytania wynosił 2 minuty, później gracz brał zestaw o takim samym numerze jak poprzednio, z tym, że czas odpowiedzi na pytania wynosił 2 minuty 30 sekund.
IV etap – Finał – Gracz miał do wyboru jedno z dziesięciu pytań, znajdujących się na kole. Czas odpowiedzi na pytanie wynosił 2 minuty.

### Wysokość stawek pieniężnych
Od stycznia 1995 kwoty wygranych uległy denominacji.  
| Lata                                | II etap (egzamin) | III etap (1. zestaw) | III etap (2. zestaw) | IV etap (finał) |
| ----------------------------------- | ----------------- | -------------------- | -------------------- | --------------- |
| 1975–1986                           | 6400 zł (PLZ)     | 12 500 zł            | 25 000 zł            | 50 000 zł       |
| 1987–lato 1988                      | 12 500 zł         | 25 000 zł            | 50 000 zł            | 100 000 zł      |
| Jesień 1988                         | 25 000 zł         | 50 000 zł            | 100 000 zł           | 200 000 zł      |
| 1989                                | 50 000 zł         | 100 000 zł           | 200 000 zł           | 400 000 zł      |
| 1989–1990                           | 100 000 zł        | 200 000 zł           | 400 000 zł           | 800 000 zł      |
| 1990–21 marca 1992                  | 800 000 zł        | 1 600 000 zł         | 3 200 000 zł         | 6 400 000 zł    |
| 28 marca 1992–12 grudnia 1992       | 3 000 000 zł      | 6 000 000 zł         | 12 000 000 zł        | 25 000 000 zł   |
| 26 grudnia 1992–18 września 1993    | 6 000 000 zł      | 12 000 000 zł        | 25 000 000 zł        | 50 000 000 zł   |
| 2 października 1993–17 grudnia 1994 | 12 000 000 zł     | 25 000 000 zł        | 50 000 000 zł        | 100 000 000 zł  |
| 7 stycznia 1995–4 lutego 1995       | 1200 zł (PLN)     | 2500 zł              | 5000 zł              | 10 000 zł       |
| 18 lutego 1995–5 lutego 2000        | 2500 zł           | 5000 zł              | 10 000 zł            | 20 000 zł       |
| 19 lutego 2000–2 września 2006      | 5000 zł           | 10 000 zł            | 20 000 zł            | 40 000 zł       |

## Wielokrotni zwycięzcy
| Zawodnik                    | Liczba wygranych | Tematy |
| --------------------------- | ---------------- | --- |
| Jan Wolniakowski            | 18               | Bernard Shaw Aleksander Fredro Bolesław Prus Leon Kruczkowski Władysław Reymont Aleksandr Puszkin Imperium brytyjskie Stefan Żeromski Juliusz Słowacki Rosja XIX wieku (1992) Historia TVP (1992) Byron (1994) Cyprian Norwid (1997) Fiodor Dostojewski (1999) Jarosław Iwaszkiewicz (2000) Antoni Słonimski (2002) Dynastia Romanowów (2003) Henryk VIII (2006)                                                                                         |
| Marek Krukowski             | 15               | Felix Mendelssohn (1988) Gaetano Donizetti (1990) Leonardo da Vinci (1991) Impresjonizm w malarstwie francuskim (1992) Niccolò Paganini (1992) Słynne koncerty fortepianowe (1992) Słynne poematy symfoniczne (1992) Słynne symfonie romantyzmu (1993) Słynne utwory fortepianowe (1994) Johann Strauss (1995) Słynne koncerty skrzypcowe (1997) Młoda Polska w muzyce (1998) Ryszard Strauss (1998) Ludwig van Beethoven (1999) Piotr Czajkowski (2001) |
| Paweł Gryguc                | 11               | Johannes Brahms Ryszard Wagner Antoni Dworzak Franciszek Schubert Słynne symfonie romantyzmu (1993) Słynne opery komiczne (1996) Ryszard Strauss (1996) Słynne opery XIX wieku (1998) Mozart (2000) Wielka epoka fortepianu (2002) Robert Schumann (2003) |
| Mariusz Machnikowski        | 10               | Stefan Żeromski Aleksander Fredro Michaił Lermontow John Steinbeck (1992) Byron (1994) Adam Mickiewicz (1996) Michał Anioł (1997) Marcel Proust (1999) Giuseppe Verdi (1999) Rafael Santi (2006) |
| Zygmunt Krawczuk            | 9                | Wawel (1987) Zamki polskie (1988) Kraków (1989) Impresjonizm w malarstwie francuskim Pablo Picasso Akademia Umiejętności w Krakowie (1993) Juliusz, Jerzy i Wojciech Kossakowie (1995) Renoir (1997) Sztuka Młodej Polski (1998) |
| Wojciech Goljat             | 7                | Wawel (1987) Historia starożytnej Grecji (1994) Historia kartografii (1994) Wielkie podboje arabskie w VII i VIII w. (1997) Geografia krajów basenu Morza Śródziemnego (1999) Sprawcy I Rozbioru Polski: Fryderyk II, Katarzyna II i Maria Teresa (2001) Księstwo Warszawskie (2004) |
| Leszek Nawrocki             | 7                | Fauna Azji Fauna Australii Fauna Ameryki Południowej Ryby świata (1991) Fauna Arktyki i Antarktyki (1993) Małpy i małpiatki (1994) Ssaki wodne i ziemnowodne świata (1998) |
| Mirosława Obst (z d. Konik) | 7                | Władysław Reymont (1992) William Szekspir (1993) Wielki dramat romantyczny (1994) Bolesław Prus (1996) Francisco Goya (1997) „Pan Tadeusz” Adama Mickiewicza (2004) Józef Ignacy Kraszewski (2006) |
| Ryszard Pieniążkiewicz      | 7                | m.in. Leonardo da Vinci (1993) Michał Anioł (1997) Siedem cudów świata antycznego (1998) Wielkie podboje arabskie w latach 632–732 (2001) Wędrówki i państwa Gotów od I do VI wieku (2004) |
| Andrzej Ratajczak           | co najmniej 7    | Polska za panowania Wazów (1993) Aleksander Wielki (1997) Wojny polsko-szwedzkie w XVII wieku (1997) Bona Sforza (1999) August II Mocny (2000) Hetmani dawnej Polski: Tarnowski, Chodkiewicz, Czarniecki (2001) Jan Matejko (2004) |
| Jarosław Sobczak            | 7                | Wielka Rewolucja Francuska Dynastia Flawiuszy i Antoninów (1990) Rzym – dzieje miasta od założenia do roku 410 (1993) Dynastia julijsko-klaudyjska (1997) Historia starożytnego Rzymu (1999) Ateny – dzieje miasta od czasów mitycznych do końca IV w. (2000) Historia i kultura starożytnych Fenicjan (2002) |
| Sławomir Wilichowski        | 7                | Historia starożytnego Rzymu Dynastia Flawiuszy i Antoninów (1990) Bizancjum (1991) Państwo Franków za Merowingów i Karolingów (1992) Wielkie monarchie hellenistyczne (1992) Prowincje rzymskie (1995) |
| Cezary Kipigroch            | 6                | Fauna Ameryki Północnej (1995) Ptaki świata (1995) Ssaki świata (1997) Fauna Europy (2000) Fauna Ameryki Południowej (2004) Zwierzęta wysp świata (2005) |
| Jan Osiński                 | co najmniej 6    | m.in. Historia starożytności Państwo Franków za Merowingów i Karolingów (1992) Rzym – dzieje miasta od założenia do roku 410 (1993) Prowincje rzymskie (1994) |
| Andrzej Grabowiecki         | 5                | Niccolò Paganini Słowniczek muzyczny Słynne koncerty skrzypcowe (1994) Ludwig van Beethoven (1998) Młoda Polska w muzyce (2000) |
| Bogdan Kuśmierek            | co najmniej 5    | Hiszpania Karola V i Filipa II (1993) Historia odkryć Antarktyki (1994) Góry Azji (1996) Wielkie podboje Turków osmańskich (1999) Francja Ludwika XIV (2005) |
| Grzegorz Lisowski           | co najmniej 5    | Witold Gombrowicz (1997) Bolesław Prus (1999) Aleksander Fredro (2000) Gustave Flaubert (2003) Stendhal (2005) |
| Ryszard Pieniążek           | co najmniej 5    | Rafael Santi (1991) Francisco Goya (1993) Bernardo Bellotto zwany Canaletto (1995) Siedem cudów świata antycznego (1998) Tycjan (1999) |
| Adam Rajczyk                | 5                | Geografia wysp Europy (1997) Geografia Australii i Oceanii (1998) Geografia Europy (2001) Geografia państw basenu Morza Śródziemnego (2002) Geografia państw skandynawskich (2005) |
| Krystyna Grochowska-Iwańska | 4                | Tycjan (1994) Mark Twain (1998) Pablo Picasso (2001) Sztuka Młodej Polski (2002) |
| Zbigniew Kowalczyk          | 4                | Renoir Pablo Picasso (2001) Paul Gauguin (2003) Impresjonizm w malarstwie francuskim (2005) |
| Wiesława Kuśmierek          | co najmniej 4    | Tycjan (1994) Pablo Picasso (1996) Auguste Rodin (2001) Toulouse-Lautrec (2003) |
| Franciszek Pietras          | 4                | Geografia Europy Odkrycia geograficzne na półkuli wschodniej Historia starożytnej Grecji (1999) Wyprawy Wikingów i podboje Normanów (2000) |

## Przewodniczący jury (szefowie ekspertów)
- prof. Janusz Sikorski (do 27.08.1994)
- prof. Andrzej Makowiecki (10.09.1994 – 10.02.2001)
- prof. Tadeusz Panecki[20] (07.04.2001 – 02.09.2006)

Niejednokrotnie funkcję przewodniczącego jury w zastępstwie pełnili także prof. Tadeusz Marian Nowak (m.in. od 12.09.1992 do 28.11.1992) oraz prof. Andrzej Weseliński (m.in. od 18.09.1993 do 30.10.1993; 10.03.2001 – 31.03.2001).

## Mecenasi
Istotną funkcję w czasie trwania teleturnieju pełnili także mecenasi. Czuwali oni nad prawidłowym przebiegiem gry pod względem prawnym. Deponowano u nich pytania i odpowiedzi ze wszystkich tematów danego odcinka oraz nagrody przewidziane dla zwycięzców. Pytania do pojedynków mecenas doręczał podczas programu do rąk prowadzącej, natomiast pytania do późniejszych etapów układał na kole. Do zadań mecenasa należało także wręczenie głównej nagrody zwycięzcy z danego tematu.
Funkcję mecenasa pełnili:
- Jan Tomczak (do 02.10.1993)
- Janusz Mika (30.10.1993 – 02.09.2006)

Sporadycznie w zastępstwie funkcję mecenasa pełnili także:
- Stanisław Krysicki (odcinek z 16.10.1993)
- Janusz Ramos (odcinek z 23.03.2002 oraz 29.10.2005)

## Eksperci
Ekspertami Wielkiej gry byli:
- z literatury polskiej m.in. Andrzej Fabianowski, Piotr Roguski, Wiesław Rzońca, Eligiusz Szymanis, Krzysztof Kopczyński oraz Andrzej Makowiecki, Ewa Ihnatowicz(inne języki), Ewa Paczoska, Mieczysław Dąbrowski(inne języki), Henryk Rogacki, Tomasz Wroczyński.
- z literatury amerykańskiej i brytyjskiej, a także historii brytyjskiej i amerykańskiej Bożenna Chylińska, Andrzej Weseliński, Zbigniew Lewicki, Wanda Rulewicz i Krystyna Kujawińska-Courtney.
- z literatury francuskiej Joanna Żurowska(inne języki), Zbigniew Naliwajek, Andrzej Makowiecki i Remigiusz Forycki(inne języki).
- z literatury rosyjskiej Florian Nieuważny, Wiktor Skrunda(inne języki) i Anna Łuczyńska.
- z historii starożytnej Barbara Tkaczow, Adam Łukaszewicz, Krzysztof Winnicki, Jolanta Młynarczyk(inne języki) i Mariusz Burdajewicz(inne języki).
- z historii średniowiecznej i nowożytnej Janusz Sikorski, Tadeusz Marian Nowak, Marek Plewczyński i Marek Wagner.
- z historii wojen morskich Józef Wiesław Dyskant.
- z historii nowożytnej i najnowszej Michał Klimecki, Tadeusz Panecki, Henryk Wielecki i Henryk Stańczyk.
- ze sztuki Janusz Maciej Michałowski, Hanna Kubaszewska, Irena Bal, Urszula Makowska i Wojciech Boberski.
- z muzyki poważnej Janusz Ekiert, Zbigniew Pawlicki i Józef Kański, a w latach 80. także Henryk Swolkień.
- z muzyki rozrywkowej najczęściej: Marek Gaszyński, Adam Halber, Antoni Wroński, Marek Wiernik oraz okazyjnie Ryszard Wolański, Janusz Kosiński, Adam Kuligowski (Presley), Jerzy Tolak (Beatlesi), Paweł Sztompke (jazz), Sławek Wierzcholski (blues).
- z dziedziny geografii m.in. Stefan Kałuski, Andrzej Bonasewicz, Witold Kusiński, Andrzej Gocłowski(inne języki) i Stanisław Chmielewski.
- z zoologii m.in. Aleksy Łukowski, Krzysztof Dmowski, Michał Kozakiewicz, Anna Kozakiewicz, Paweł Koperski, Danuta Jędraszko-Dąbrowska, Ryszard Halba.
- z astronomii m.in. Kazimierz Stępień[23].

## Oprawa

### Studio
Do 1986 – kolorystyka zielona. Napis „WIELKA GRA” nad studiem biały na zielonym tle fontem Clarendon.

1987 – 1990 – kolorystyka niebiesko–fioletowa. Napis „WIELKA GRA” nad studiem biały na granatowym tle.

1990 – 1993 – kolorystyka kremowo–ciemnozielono-czerwona. Napis „WIELKA GRA” nad studiem biały na zielonym tle fontem FangSong.

1993 – 26.10.1996 – kolorystyka kremowo-szaro-ciemnozielona. Napis „WIELKA GRA” nad studiem żółto–czerwony na kremowym tle fontem Helvetica.

09.11.1996 – 29.08.1998 – kolorystyka kremowo–ciemnozielono-fioletowa. Napis „WIELKA GRA” nad studiem żółto–czerwony na kremowym tle fontem Helvetica.

05.09.1998 – 22.02.2003, 01.11.2003 - 21.02.2004 - kolorystyka jasnobrązowa i złota. Napis „Wielka Gra” nad studiem czarny na złotym tle, fontem Tiranti Solid, ze zdobionymi literami W i G.

08.03.2003 – 25.10.2003 – z wyjątkiem odcinka z 05.04.2003 – j.w. z tym, że ściany w studio były niebieskie.

06.03.2004 – 02.09.2006 – jak w latach poprzednich, jednak dodano w niektórych miejscach studia czerwone napisy „Wielka Gra”.

### Czołówki
12.09.1992 – 1994 – kolorowe kule (kolejno zielona, niebieska, fioletowa, różowa, czerwona, pomarańczowa, żółta, szara, brązowa), na każdej z nich kolejne litery tytułu programu.

1995 – 03.04.1999 – żółty sześcian wchodzący z lewej strony, z którego wyłaniają się zielone litery „WIELKA” oraz czerwony sześcian wyłaniający z prawej strony litery „GRA” – fontem Playbill. W czasie zmiany pytań na kole – żółty napis „WIELKA GRA” na ścianach zielonego sześcianu.

10.04.1999 – 27.12.2003 – kwoty fontem Akzidenz-Grotesk i napis „Wielka Gra” fontem Monotype Corsiva (ze zdobionymi W i G) na obracającym się złotym sześcianie. W czasie zmiany pytań tylko obracająca się kostka z napisem „Wielka Gra”.

10.01.2004 – 02.09.2006 – kwoty fontem Arial i napis „Wielka Gra” fontem Monotype Corsiva (ze zdobionymi W i G) wyłaniające się ze złotego koła. W czasie zmiany pytań tylko koło z napisem „Wielka Gra”.

### Kwoty (podczas odpowiedzi na pytania od III etapu wzwyż)
1992 – 1994 – na dole ekranu kolorowe kule, na każdej z nich cyfra, odbijane po obu stronach przez kije bilardowe: 6 mln zł – kolor czerwony, 12 mln zł – kolor niebieski, 25 mln – kolor zielony, 50 mln zł – kolor pomarańczowy, 100 mln zł – kolor zielony.

1995 – 3 kwietnia 1999 – na dole ekranu cyfry wyłaniające się z sześcianu fontem Playbill (2500 – żółty, 5000 – czerwony, 10000 – niebieski, 20000 – zielony). Obowiązywała jeszcze po zmianie scenografii do 3 kwietnia 1999.

10 kwietnia 1999 – 27 grudnia 2003 – w prawym dolnym rogu obracający się sześcian z kwotą fontem Akzidenz-Grotesk (5000 – zielony, 10000 – brązowy, 20000 i 40000 – złoty).

10 stycznia 2004 – 2 września 2006 – w prawym dolnym rogu kwoty fontem Arial złotymi literami w złotym kole.

## Wpływ na kulturę
- Teleturniej był kilkakrotnie parodiowany – m.in. w Za chwilę dalszy ciąg programu (skecz Karol w Wielkiej grze), przez Kabaret Moralnego Niepokoju, a także w specjalnym wydaniu Kocham cię, Polsko! z okazji 60-lecia TVP.
- Parodią teleturnieju jest także Elka gra – cykliczny skecz z satyrycznego magazynu Nie tylko dla orłów emitowanego w Programie III Polskiego Radia.
- W odcinku serialu Najważniejszy dzień życia pt. Gra główna bohaterka wygrywa w Wielkiej grze główną nagrodę.
- W latach 80. jedna z reklam sieci Baltona była w konwencji Wielkiej Gry z udziałem samej Stanisławy Ryster.
- Quiz w stylu Wielkiej Gry został rozegrany na Pikniku Dwójki w Szczecinie w 2001, również był prowadzony przez Ryster, a uczestnikami byli Nina Terentiew, Michał Fajbusiewicz i Robert Janowski.
- W Miodowych latach odcinek 20. (Odpowiedź za 99 000 zł) jest polską adaptacją odcinka The $99,000 Answer serialu The Honeymooners, w którym sparodiowano teleturniej The $64,000 Question, pierwowzór Wielkiej gry, studio było zbliżone do studia teleturnieju w latach 1962–1975. Teleturniej ten (lecz bez nazwy w polskiej wersji) został też wspomniany w odcinku Witaj, mamo (Hello, Mom).